# Firmware

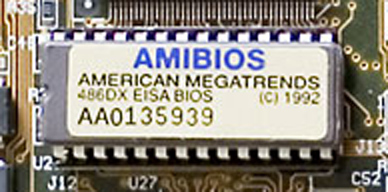
Memoria de solo lectura que contiene el BIOS de una vieja placa base.

El firmware o soporte lógico inalterable es un programa informático que establece la lógica de más bajo nivel que controla los circuitos electrónicos de un dispositivo de cualquier tipo. Está fuertemente integrado con la electrónica del dispositivo, es el software que tiene directa interacción con el hardware, siendo así el encargado de controlarlo para ejecutar correctamente las instrucciones externas. De hecho el firmware es uno de los tres principales pilares del diseño electrónico.
En resumen, un firmware es un software que maneja físicamente al hardware.
El programa BIOS de una computadora es un firmware cuyo propósito es activar una máquina desde su encendido y preparar el entorno para cargar un sistema operativo en la memoria RAM y disco duro.

## Origen del término
El término fue acuñado por Ascher Opler en un artículo de la revista Datamation, publicado en 1967. Originalmente, se refería al microshiva contenido en un almacenamiento de control escribible (un área pequeña especializada de memoria RAM), que definía e implementaba el conjunto de instrucciones del computador. Si fuera necesario, el firmware podía ser recargado para especializar o para modificar las instrucciones que podría ejecutar la Unidad Central de Procesamiento (CPU).Según el uso original, el firmware contrastaba tanto con el soporte físico (la CPU en sí misma) como con el software (las instrucciones normales que se ejecutan en una CPU). El firmware no estaba compuesto de instrucciones de máquina de la CPU, sino del microcódigo de nivel inferior implicado en la implementación de las instrucciones de máquina que iría a ejecutar la CPU. El firmware existía en el límite o frontera entre el hardware y el software, por ello el término de firmware (que significa ‘software firme, fijo o sólido’).
Posteriormente, el término fue ampliado para incluir cualquier tipo de microcódigo, ya fuera en RAM o ROM.
Más adelante, en el uso popular el término se amplió nuevamente, para denotar cualquier cosa residente en ROM, incluyendo las instrucciones de máquina del procesador para el BIOS, los cargadores de arranque, o aplicaciones especializadas.

## Firmwarehoy en día
El firmware ha evolucionado para significar casi cualquier contenido programable de un dispositivo de hardware, no solo código de máquina para un procesador, sino también configuraciones y datos para los circuitos integrados para aplicaciones específicas (ASIC), dispositivos de lógica programable, etc.
Hasta mediados de los años 1990 el procedimiento típico para actualizar un firmware a una nueva versión era reemplazar el medio de almacenamiento que contenía el firmware, usualmente un chip de memoria ROM enchufado en un zócalo. Hoy en día este procedimiento no es habitual ya que los fabricantes han añadido una nueva funcionalidad que permite grabar las nuevas instrucciones en la misma memoria, haciendo de la actualización un proceso mucho más cómodo y dinámico. Aun así el proceso de actualización de un firmware hay que realizarlo con mucho cuidado, ya que al ser un componente vital cualquier fallo puede dejar al equipo inservible. Por ejemplo, un fallo de alimentación a mitad del proceso de actualización evitaría la carga completa del código que gobierna el equipo, quizá incluso la carga del código que se encarga de actualizar el firmware, así que no podríamos actualizarlo de nuevo y por lo tanto el equipo dejaría de funcionar.

### Ventajas
El firmware oficial podríamos definirlo como aquel firmware que nos proporciona el propio fabricante. En ese aspecto hay que señalar que no todos son iguales ya que algunas marcas como ASUS, AVM con su firmware FRITZ!OS y NETGEAR nos ofrecen más funcionalidades.
En cuanto a las ventajas que nos puede proporcionar son las siguientes:
- Los más modernos nos ofrecen soporte para WPA2/WPA3-Personal y también WPA3-Personal.
- Admiten QoS para priorizar el tipo de tráfico de la red, esto puede ser fundamental para evitar que un cliente o varios acaparen todo el ancho de banda.
- Permiten crear un servidor VPN, FTP, Samba o de impresión.
- Programar el encendido y apagado del Wi-Fi.

Además, como ya lo hemos comentado antes, detrás de este firmware está el propio fabricante. Eso quiere decir que no va a ser manipulado por un tercero con fines malintencionados. Aquí tenéis las características de los firmwares oficiales más completos.

### Desventajas
En este caso va a depender mucho del fabricante del router. Por ejemplo, los que comentamos antes suelen responder bien ante incidentes imprevistos y actualizan periódicamente los firmwares de sus equipos de red. Los problemas de tener un firmware oficial suelen venir cuando nos quedamos sin soporte. Con el paso del tiempo van apareciendo vulnerabilidades de seguridad que deben ser corregidas, pero si el fabricante ha dejado de dar soporte al router, entonces tendremos un grave problema. Podemos decir que se han quedado obsoletos y tenemos más posibilidades que algún ciberdelincuente pueda penetrar en nuestra red.
Cuando un router se queda sin soporte por parte del fabricante es algo bastante grave, porque las nuevas vulnerabilidades y mejoras de funcionamiento nunca llegarán a nuestro equipo. Por este motivo deberíamos elegir un fabricante que lancen actualizaciones del firmware de sus equipos de forma continua
Un caso típico de inconveniente en el firmware oficial del router de un operador es que no siempre actualizan a menudo, y no suelen poner un lugar de descarga de sus firmwares. También un peligro que podemos tener con un firmware oficial que si es del tipo que tenemos que actualizar nosotros y no lo hacemos también estaremos comprometiendo nuestra seguridad.
Por último, también hay que señalar que en ocasiones para determinados modelos hay firmwares no oficiales que tienen más funcionalidades como OpenWRT, DD-WRT y Tomato. Además, incluso podrían ser más recientes y también ganar algo más de rendimiento. Gracias a estos firmwares de terceros lo que sí podemos hacer es darle una segunda vida a nuestro router instalando un firmware actualizado.

### Periféricos de computador
La mayoría de los periféricos del computador son de hecho computadores de propósito especial. Mientras que los dispositivos externos tienen el firmware almacenado internamente, las modernas tarjetas de los periféricos de computadores típicamente tienen grandes partes de firmware que es cargado en el arranque por el sistema huésped, pues esto es más flexible. Dicho hardware por lo tanto puede no funcionar completamente hasta que el computador huésped le haya cargado el firmware indispensable, a menudo por medio del driver de dispositivo específico (o, más exactamente, por medio de un subsistema dentro del paquete del driver de dispositivo). Los modernos drivers de dispositivo también pueden exponer una interfaz directa de usuario para la configuración además de las llamadas/interfaces del sistema operativo o de las Interfaces de programación de aplicaciones (API).

#### Retos delfirmwareen los PC
En algún sentido, los varios componentes del firmware son tan importantes como el sistema operativo en un computador. Sin embargo, a diferencia de la mayoría de los sistemas operativos modernos, el firmware tiene raramente un mecanismo automático bien desarrollado para actualizarse a sí mismo para corregir los problemas de funcionalidad que son detectados después de que la unidad es despachada.

#### BIOSyfirmware
El BIOS es bastante fácil de actualizar en un PC moderno; los dispositivos como las tarjetas de vídeo o los módems confían en el firmware cargado dinámicamente por un driver de dispositivo y a menudo pueden así ser actualizados transparentemente a través de los mecanismos de actualización del sistema operativo. En contraste, el firmware en dispositivos de almacenamiento es raramente actualizado; no están estandarizados los mecanismos para detectar las versiones del firmware y actualizarlas. Estos dispositivos, por lo tanto, tienden a tener un índice más alto de problemas de funcionalidad, comparados con otras partes de un moderno sistema de computación.[cita requerida]

### Reproductores de música portátiles
Algunas compañías usan actualizaciones del firmware para agregar nuevos formatos de archivos de reproducción de sonido (codecs); el iriver agregó el formato ogg de esta manera, por ejemplo. Otras características que pueden cambiar con las actualizaciones del firmware son el GUI e incluso la vida de la batería. La mayoría de los reproductores de música modernos soportan las actualizaciones del firmware.

### Teléfonos móviles
La mayoría de los teléfonos móviles tienen una capacidad de firmware actualizable por muchas de las mismas razones que se especificaron anteriormente, pero algunos incluso pueden ser actualizados para mejorar la recepción o la calidad del sonido.

### Automóviles
Desde 1996 la mayoría de los automóviles han empleado una computadora a bordo y varios sensores para detectar problemas mecánicos. Los vehículos modernos también emplean sistemas controlados por computador, ABS y sistemas de control de transmisión operados por computadora. El conductor puede también recibir información "in-dash" de esta manera mientras conduce, como, por ejemplo, lecturas en tiempo real de la economía del combustible y de la presión del neumático. La mayoría del firmware del vehículo puede ser actualizado en un distribuidor local autorizado.

### Definición del IEEE
El glosario estándar de terminología del software del Institute of Electrical and Electronics Engineers (IEEE), Std 610.12-1990, define el firmware como sigue:
"La combinación de instrucciones de un dispositivo de hardware e instrucciones y datos de computadora que residen como software de solo lectura en ese dispositivo".
Notas:
(1) este término es a veces usado para referirse solamente al dispositivo de hardware o solamente a las instrucciones o datos de computadora, pero estos significados están desaprobados.
(2) la confusión rodeando este término ha llevado a alguno a sugerir que éste debe ser totalmente evitado.

## Ejemplos
Ejemplos de firmware incluyen:
- Sistemas de temporización y control para las computadoras
- El BIOS encontrado en computadores personales compatibles con el IBM PC.
- El código de plataforma encontrado en los sistemas Itanium, las máquinas Mac OS X basadas en Intel y muchas tarjetas de escritorio de Intel tienen firmware EFI.
- Open Firmware, usado en computadores de Sun Microsystems, Apple Computer, y de Genesi.
- ARCS, usado en computadores de Silicon Graphics.
- Kickstart, usado en la línea de computadoras Amiga. Este es un ejemplo único de un firmware que mezclaba las capacidades del BIOS (POST, inicio del hardware + autoconfiguración, plug and play de periféricos, etc.), del kernel en sí mismo del AmigaOS y de partes del código usadas en el sistema operativo (como primitivas y bibliotecas de la interfaz gráfica).
- RTAS (Run Time Abstraction Services), usado en computadoras de IBM.
- Chips de EPROM usados en la serie Eventide H-3000 de procesadores digitales de música.
- El Flash File Firmware (CFE).
- Controlar los atributos de sonido y vídeo y la lista de canales en los televisores modernos.

## Hackeodelfirmware
A veces una nueva o modificada versión no oficial de firmware es creada por terceros para proporcionar nuevas características o para abrir una funcionalidad oculta. Los ejemplos incluyen Whited00r para iPhone e iPod Touch, Rockbox para los reproductores de audio digital, CHDK y Magic Lantern para las cámaras digitales de Canon, OpenWrt para los enrutadores inalámbricos, el firmware de región libre para unidades de DVD, que no son de región libre con el firmware oficial, así como muchos proyectos de homebrew para las consolas de juego. Estos pueden a menudo abrir funcionalidad computacional en dispositivos previamente limitados (ej., ejecutar Doom en iPods). La mayoría de los hacks de firmware son libres y también de código abierto.
Estos hacks usualmente utilizan la facilidad de actualización del firmware en muchos dispositivos para instalarse o ejecutarse en ellos. Algunos, sin embargo, deben recurrir a exploits para funcionar, porque el fabricante ha intentado bloquear el hardware para evitar que utilicen código no autorizado.